# Max Gary

Max Gary als Corpsstudent 1885

Louis Wilhelm Richard Max Gary (* 15. August 1859 in Erfurt; † 9. April 1923 in Berlin) war ein deutscher Baustoffingenieur.

## Familie
Der Vater von Max Gary war der 1824 geborene Kaufmann Fritz Gary, der nach erster beruflicher Stellung in Odessa seit 1850 in Erfurt tätig war und später Prokurist des dortigen Großhandelshauses Joh. Anton Lucius wurde. Seine Mutter war die 1836 geborene Catharine Emilie Gary, geb. Bahlsen. Seine Großeltern waren der Kaufmann Jacob Gary in Schwabach und Marie Magdalene Kunigunde Gary, geb. Grimm, sowie der Juwelier Heinrich Ludwig Bahlsen und Leopoldine Luise Bahlsen, geb. Lucius.
Max Gary heiratete am 30. März 1890 Leopoldine Bahlsen, Tochter des Berliner Kaufmanns Julius Bahlsen. Aus der Ehe gingen drei Kinder hervor, Fritz Gary, * 25. Mai 1892, Leutnant der Reserve und Kaufmann, Käte Gary, * 7. Juli 1895, verheiratet mit dem Syndikus Dr. Meissinger, und Hildegard Gary, * 4. Oktober 1896.

## Leben

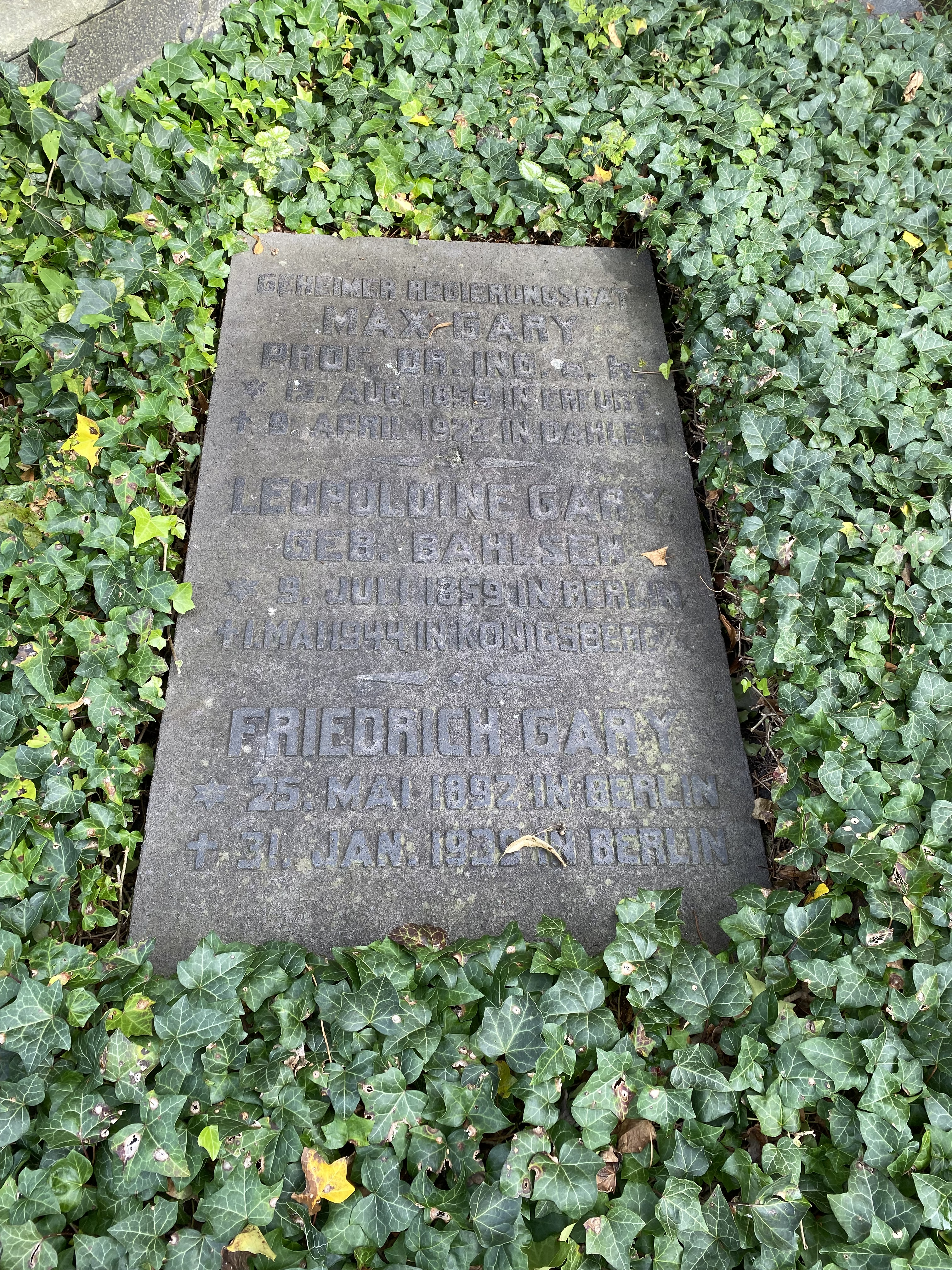
Grabstätte Max Gary auf dem St.-Annen-Kirchhof in Berlin-Dahlem

Nach dem Abitur an der Erfurter Realschule arbeitete Gary zunächst praktisch als Zimmermann und Kunstschreiner in Erfurt. Vom Wintersemester 1881/82 bis zum Wintersemester 1884/85 studierte er Bauingenieurwesen und Architektur an der Technischen Hochschule Charlottenburg, wo er 1881 im Corps Saxonia-Berlin aktiv wurde.
Nach dem Studium war er zunächst als Assistent an der Königlichen Prüfstation für Baumaterialien und in der Folge als technischer Aufsichtsbeamter der Steinbruchs-Berufsgenossenschaft und als Schriftleiter der Thonindustrie-Zeitung tätig. Nach dem Tod des bisherigen Leiters Emil Paul Böhme Anfang 1895 wurde er zum Leiter der Königlichen Prüfungsstation für Baumaterialien berufen. Bereits wenige Wochen später ging diese am 1. April 1895 als Abteilung, die Gary weiterhin leitete, in der Königlich mechanisch-technischen Versuchsanstalt auf. 1902 erfolgte seine Ernennung zum Professor. Die Versuchsanstalt wiederum wurde 1904 dem Königlichen Materialprüfungsamt angegliedert (Vorgänger der heutigen Bundesanstalt für Materialforschung und -prüfung). Gary blieb weiterhin Abteilungsleiter, wobei die Abteilung nun Baumaterialprüfung hieß.
1906 erhielt er in Deutschland ein Patent auf einen „Feuerschutzvorhang aus unverbrennlichem durch Stäbe versteiftem Gewebe für Maueröffnungen“.
Seine wissenschaftlichen Arbeiten zur Baustoffkunde im Allgemeinen und speziell zu Mörtel und Beton verschafften Gary internationales Ansehen. Er war Mitglied im technischen Ausschuss des Vereins zur Beförderung des Gewerbfleißes in Preußen und im Verein Deutscher Ingenieure.
Nach seinem Tod wurde Heinrich Burchartz zu seinem Nachfolger ernannt. Sein Grab befindet sich auf dem evangelischen St.-Annen-Kirchhof in Dahlem.

## Villenkolonie Dahlem
Von 1902 bis 1903 ließ sich Gary vom Architekten Felix Lindhorst unmittelbar in Nachbarschaft der Materialprüfungsanstalt in der Potsdamer Chaussee 97 (heute Unter den Eichen 91) eine Villa errichten. Gary war einer der ersten Bewohner der Villenkolonie in Dahlem und in zahlreichen örtlichen Vereinigungen und Vertretungen engagiert. So war er Vorsitzender der Freien Vereinigung Dahlemer Villenbesitzer und Mitglied der Gutsvertretung der Domäne Dahlem. Die Villa Gary hat sich erhalten und steht heute unter Denkmalschutz.

## Ehrungen und Auszeichnungen
- Roter Adlerorden IV. Klasse, 1905[10]
- Königliche Krone zum Roten Adlerorden IV. Klasse, 1908[11]
- Ritter III. Klasse des Verdienstordens vom Heiligen Michael, 1910[12][13]
- Offizierskreuz des Königlich niederländischen Ordens von Oranien-Nassau, 1912[14]
- Verleihung des Titels Geheimer Regierungsrat, etwa 1915
- Doktor-Ingenieur ehrenhalber der Technischen Hochschule Stuttgart in „Anerkennung seiner großen Verdienste um die Herbeiführung einheitlicher Prüfungsmethoden auf dem Gebiet der Mörtelstoffe und um die Untersuchung der natürlichen und künstlichen Bausteine“, November 1917[15]
- Ernennung zum Ehrenmitglied des Vereins deutscher Portlandzementfabrikanten, 1922[16]
- Ernennung zum Ehrenmitglied des Vereins Deutscher Revisionsingenieure
- Ernennung zum Ehrenvorsitzenden der Freien Vereinigung Dahlemer Villenbesitzer
- Benennung der bei der Aufteilung der Domäne Dahlem 1920 neu angelegten Straße 6 als Garystraße, gelegen im heutigen sogenannten Universitätsviertel der FU Berlin, auch unweit von seinem Landhaus und der BAM.[17]

## Veröffentlichungen
- Zur Frage der Frostbeständigkeit der Bausteine. In: Centralblatt der Bauverwaltung. Nr. 39, 1887, S. 371–373 (zlb.de).
- Die deutschen natürlichen Bausteine in Bezug auf ihre Festigkeit und physicalischen Eigenschaften. In: Centralblatt der Bauverwaltung. 5A, 1890, S. 53–54 (zlb.de).
- Ueber die mechanischen Eigenschaften des Kiefernholzes. In: Centralblatt der Bauverwaltung. Nr. 22, 1890, S. 219–220 (zlb.de).
- Versuche über die Frostbeständigkeit natürlicher und künstlicher Bausteine. In: Centralblatt der Bauverwaltung. Nr. 28, 1890, S. 290–291 (zlb.de).
- Prüfung deutscher Cemente. In: Centralblatt der Bauverwaltung. Nr. 41, 1890, S. 427–428 (zlb.de).
- Vergleichende Untersuchungen von Puzzolan-, Portland- und Roman-Cementen. In: Centralblatt der Bauverwaltung. Nr. 52, 1890, S. 539–540 (zlb.de).
- Versuche auf Abnutzbarkeit von Pflastungsmaterialien und Fußbodenbelägen. In: Centralblatt der Bauverwaltung. 32A, 1891, S. 315–316 (zlb.de).
- Ueber die Ursachen der Abweichung in den Festigkeitsergebnissen der Cementprüfung an verschiedenen Orten. In: Mittheilungen der Königl. Technischen Versuchsanstalten. Jahrgang 1898, Heft 1.
- Bericht über das Verhalten hydraulischer Bindemittel im Seewasser. Verlag Julius Springer, Berlin 1900.
- Zementröhren, ihre Verwendung, Prüfung und Bewertung in der Praxis. Zusammengestellt auf Grund amtlicher Auskünfte. Verlag der „Tonindustrie-Zeitung“, Berlin 1907.[18]
- Versuche über den Einfluß von Kälte und Wärme auf die Erhärtungsfähigkeit von Beton: ausgeführt im Königlichen Materialprüfungsamt zu Groß Lichterfelde-West im Jahre 1911. Deutscher Ausschuß für Eisenbeton, Band 13. Verlag Wilhelm Ernst & Sohn, Berlin 1911.
- Versuche mit Stampfbeton: ausgeführt im Königlichen Materialprüfamt zu Gross-Lichterfelde-West in den Jahren 1905 bis 1910. Deutscher Ausschuß für Eisenbeton, Band 17. Verlag Wilhelm Ernst & Sohn, Berlin 1912.
- Versuche über das Rosten von Eisen in Mörtel und Mauerwerk: ausgeführt im Königlichen Materialprüfungsamt zu Berlin-Lichterfelde-West in den Jahren 1907 bis 1912. Deutscher Ausschuß für Eisenbeton, Band 22. Verlag Wilhelm Ernst & Sohn, Berlin 1913.
- Belastung und Abbruch von zwei Eisenbetonbauten. Deutscher Ausschuß für Eisenbeton, Heft 26. Verlag Wilhelm Ernst & Sohn, Berlin 1913.
- Zweckmässige Zusammensetzung des Betongemenges für Eisenbeton: Bericht über Versuche im Kgl. Materialprüfungsamt Berlin-Lichterfelde-West. Deutscher Ausschuß für Eisenbeton, Band 29. Verlag Wilhelm Ernst & Sohn, Berlin 1915.
- Probebelastung von Decken: Berichte nach Versuchen des Kgl. Materialprüfungsamtes in Berlin-Lichterfelde-West und der Aktien-Gesellschaft für Beton- und Monierbau in Berlin. Deutscher Ausschuß für Eisenbeton, Band 32. Verlag Wilhelm Ernst & Sohn, Berlin 1915.
- Schwellung und Schwindung von Zement und Zementmörteln in Wasser und Luft: Bericht über Versuche im Kgl. Materialprüfungsamt. Verlag Wilhelm Ernst & Sohn, Berlin 1915.
- Brandproben an Eisenbetonbauten. Deutscher Ausschuß für Eisenbeton, Band 33. Verlag Wilhelm Ernst & Sohn, Berlin 1916.
- Risse im Beton. In: Zentralblatt der Bauverwaltung. Nr. 34, 1917, S. 217–220 (zlb.de).
- Flüssige Betongemische für Eisenbeton: Bericht über Versuche im Königlichen Materialprüfungsamt Berlin-Lichterfelde-West. Deutscher Ausschuß für Eisenbeton, Band 39. Verlag Wilhelm Ernst & Sohn, Berlin 1917.
- Beton und Eisen in Mauerwerk und Mörtel. Deutscher Ausschuß für Eisenbeton. Verlag Wilhelm Ernst & Sohn, Berlin 1917.
- Eigenschaften von Stampfbeton. Deutscher Ausschuß für Eisenbeton. Verlag Wilhelm Ernst & Sohn, Berlin 1917.
- Hydraulische Bindemittel. In: Zentralblatt der Bauverwaltung. Nr. 101, 1917, S. 610–611 (zlb.de).
- Eigenschaften von Stampfbeton. Deutscher Ausschuß für Eisenbeton, Heft C. Verlag Wilhelm Ernst & Sohn, Berlin 1918.
- Brandproben an Eisenbetonbauten (zweiter Bericht). Deutscher Ausschuß für Eisenbeton, Band 41. Verlag Wilhelm Ernst & Sohn, Berlin 1918.
- Schwindung von Zementmörteln an der Luft: 2. Bericht über Versuche im Königl. Materialprüfungsamt Bln-Lichterfelde-W. Deutscher Ausschuß für Eisenbeton. Verlag Wilhelm Ernst & Sohn, Berlin 1918.
- Die Feinde des Zements. In: Tätigkeitsbericht des preußischen Materialprüfungsamtes vom Betriebsjahr 1918/1919. Verlag Julius Springer, Berlin 1919.
- Über das Verhalten hydraulischer Bindemittel im Seewasser. In: Tätigkeitsbericht des preußischen Materialprüfungsamtes vom Betriebsjahr 1918/1919. Verlag Julius Springer, Berlin 1919.
- Belastung und Feuerbeanspruchung eines Lagerhauses aus Eisenbeton in Wetzlar: Bericht nach Versuchen d. staatl. Materialprüfungsamtes zu Berlin-Dahlem. Deutscher Ausschuß für Eisenbeton, Heft 46. Verlag Wilhelm Ernst & Sohn, Berlin 1920.
- Versuche über das Verhalten von Mörtel und Beton im Moor: Ausgeführt im staatl. Materialprüfungsamt zu Berlin-Dahlem u. im Laboratorium d. Vereins deutscher Portland-Zement-Fabrikanten zu Karlshorst. Deutscher Ausschuß für Eisenbeton, Heft 49. Verlag Wilhelm Ernst & Sohn, Berlin 1922.
- Festigkeit von Beton bei wechselndem Sandgehalt der Zuschlagstoffe in erdfeuchtem, weichem und flüssigem Beton. Deutscher Ausschuß für Eisenbeton. Verlag Wilhelm Ernst & Sohn, Berlin 1922.
- Die fabrikmäßige Herstellung von Kalkbrei und von trocken gelöschtem Kalk. 1922.